# Launay-Villiers
Launay-Villiers é uma comuna francesa na região administrativa da Pays de la Loire, no departamento de Mayenne. Estende-se por uma área de 9,05 km². Em 2010 a comuna tinha 389 habitantes (densidade: 43 hab./km²).